# 江南山梗菜
江南山梗菜（学名：Lobelia davidii），为桔梗科半边莲属下的一个植物变种。